# Station Arras

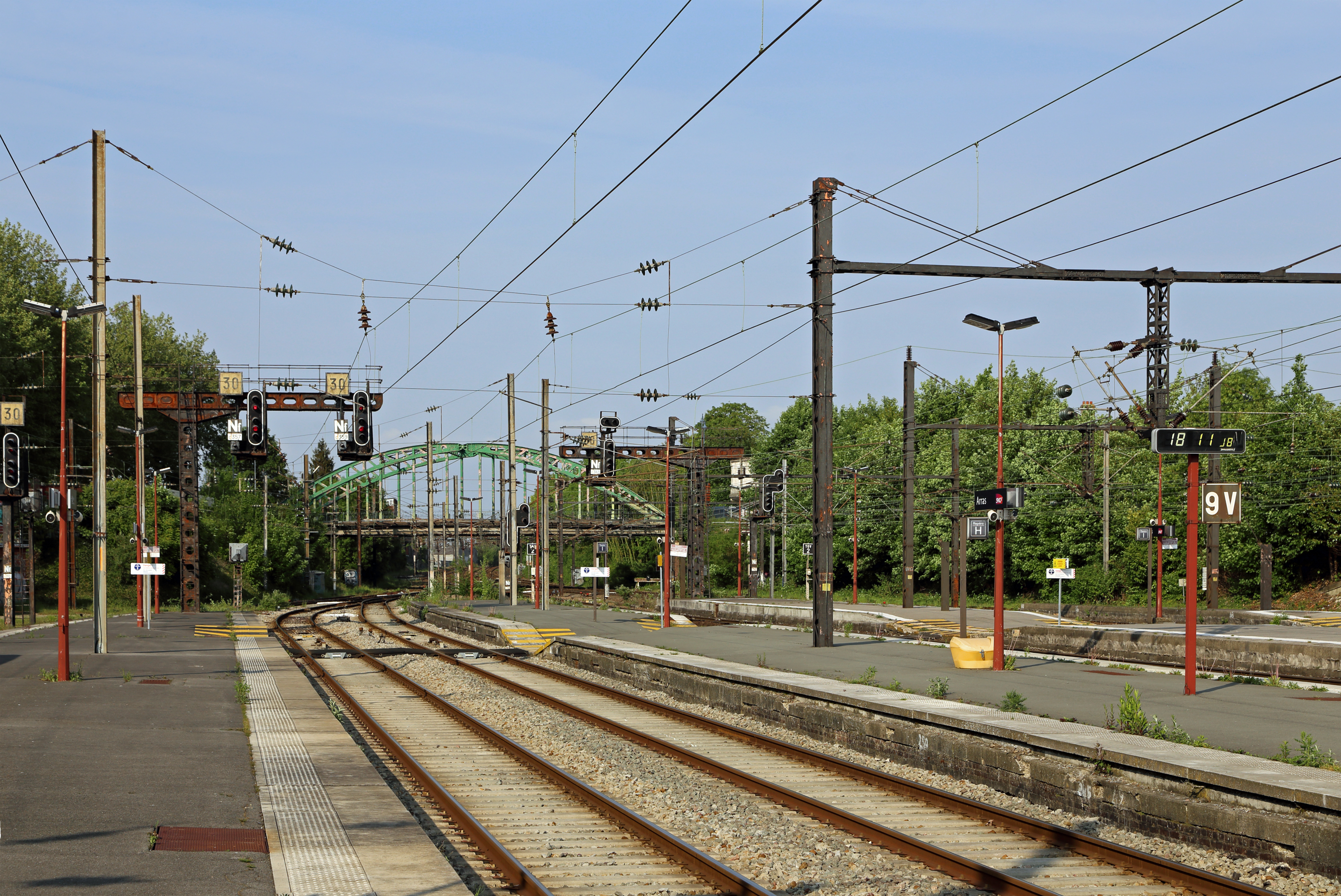
Station Arras: de perrons en de sporen aan de oostkant

Station Arras is een spoorwegstation in de Franse stad Arras (Atrecht).

## Treindienst
| Serie    | Treinsoort    | Route | Bijzonderheden                                                                             |
| -------- | ------------- | --- | ------------------------------------------------------------------------------------------ |
| TGV 7000 | TGV (SNCF)    | Paris-Nord – [ Arras – ] Lille-Flandres | Een trein per dag via Arras.                                                               |
| TGV 7100 | TGV (SNCF)    | Paris-Nord – Arras – Douai – Valenciennes |                                                                                            |
| TGV 7200 | TGV (SNCF)    | Paris Nord – Arras – [ Lille-Flandres – Tourcoing ] / [ Lille-Europe – Dunkerque ] |                                                                                            |
| TGV 7300 | TGV (SNCF)    | Paris-Nord – Arras – Béthune – Dunkerque |                                                                                            |
| TGV 9800 | TGV (SNCF)    | [ Luxemburg – Thionville – Metz-Ville – Strasbourg-Ville – Mulhouse-Ville – Belfort-Montbéliard TGV – Besançon Franche-Comté TGV – Dijon-Ville – Mâcon-Ville – ] / [ Brussel-Zuid – Lille-Europe – Arras – TGV Haute-Picardie – Aéroport Charles-de-Gaulle 2 TGV – [ Champagne-Ardenne TGV – Meuse TGV – Lorraine TGV – Strasbourg-Ville ] / [ Marne-la-Vallée - Chessy – [ Massy TGV – Le Mans – [ Laval – Rennes ] / [ Angers-Saint-Laud – Nantes ] ] / [ Creusot TGV – ] Lyon-Part-Dieu – [ Avignon TGV – Marseille Saint-Charles ] / [ Montpellier-Saint-Roch – Perpignan ] ] | Dagelijkse verbinding met Montpellier en Marseille. Perpignan - Brussel tweemaal per week. |
| K 12     | TER (SNCF)    | Lille-Flandres – Douai – Arras – Longueau – Creil – Paris-Nord |                                                                                            |
| K 43     | TER (SNCF)    | Arras – Douai – Valenciennes |                                                                                            |
| K 44     | TER (SNCF)    | Lille-Flandres – Douai – Arras – Albert – Amiens |                                                                                            |
| K 45     | TER (SNCF)    | Lille-Flandres – Douai – Arras – Albert – Amiens – Saint-Roch – Rouen-Rive-Droite |                                                                                            |
| K 52     | TER (SNCF)    | Arras – Lens – Béthune – Hazebrouck – Dunkerque |                                                                                            |
| K 90+    | TER GV (SNCF) | Dunkerque – Lille Europe – Arras – Amiens |                                                                                            |
| K 92+    | TER GV (SNCF) | Calais-Fréthun – Lille Europe – Arras |                                                                                            |
| K 94+    | TER GV (SNCF) | Rang-du-Fliers - Verton – Étaples-Le Touquet – Boulogne-Ville – Calais-Fréthun – Lille Europe – Arras |                                                                                            |
| P 22     | TER (SNCF)    | Arras – Albert – Amiens |                                                                                            |
| P 44     | TER (SNCF)    | Douai – Arras |                                                                                            |
| P 52     | TER (SNCF)    | Arras – Lens – Béthune – Hazebrouck |                                                                                            |
| P 53     | TER (SNCF)    | Arras – Saint-Pol-sur-Ternoise – Étaples-Le Touquet |                                                                                            |
| P 54     | TER (SNCF)    | Arras – Lens – Béthune – Hazebrouck – Saint-Omer – Calais-Ville |                                                                                            |